# Augusta National Golf Club
L'Augusta National Golf Club, situato presso la città di Augusta, in Georgia, è uno dei più famosi golf club del mondo. Fondato da Bobby Jones e Clifford Roberts sul terreno di un vecchio frutteto, il percorso fu disegnato da Jones e Alister MacKenzie e venne inaugurato nel gennaio nel 1933. Dall'anno successivo divenne la sede di uno dei quattro Major, il Masters Tournament.

## Percorso
Ad ogni buca dell'Augusta National Golf Club è stato dato il nome della pianta o del fiore che la caratterizzano.
| Buca  | Nome                 | Par | Metri |      | Buca          | Nome | Par   | Metri |
| ----- | -------------------- | --- | ----- | ---- | ------------- | ---- | ----- | ----- |
| 1     | Tea olive            | 4   | 406   | 10   | Camellia      | 4    | 453   |       |
| 2     | Pink Dogwood         | 5   | 526   | 11   | White Dogwood | 4    | 462   |       |
| 3     | Flowering Peach      | 4   | 320   | 12   | Golden Bell   | 3    | 142   |       |
| 4     | Flowering Crab Apple | 3   | 220   | 13   | Azalea        | 5    | 466   |       |
| 5     | Magnolia             | 4   | 453   | 14   | Chinese Fir   | 4    | 403   |       |
| 6     | Juniper              | 3   | 165   | 15   | Firethorn     | 5    | 484   |       |
| 7     | Pampas               | 4   | 412   | 16   | Redbud        | 3    | 155   |       |
| 8     | Yellow Jasmine       | 5   | 522   | 17   | Nandina       | 4    | 402   |       |
| 9     | Carolina Cherry      | 4   | 420   | 18   | Holly         | 4    | 425   |       |
| Front | Front                | 36  | 3.444 | Back | Back          | 36   | 3.392 |       |

### Eisenhower Tree
L'Eisenhower Tree, conosciuto anche come "Pino di Eisenhower", era un Pino taeda, situato sulla buca 17 a circa 190 metri dal tee di partenza. Il presidente Dwight D. Eisenhower, un membro del club di Augusta, colpì l'albero così tante volte che, in una riunione del club del 1956, propose di abbatterlo. Nel febbraio 2014, l'Albero di Eisenhower è stato rimosso dopo aver subito ingenti danni durante una tempesta di ghiaccio.

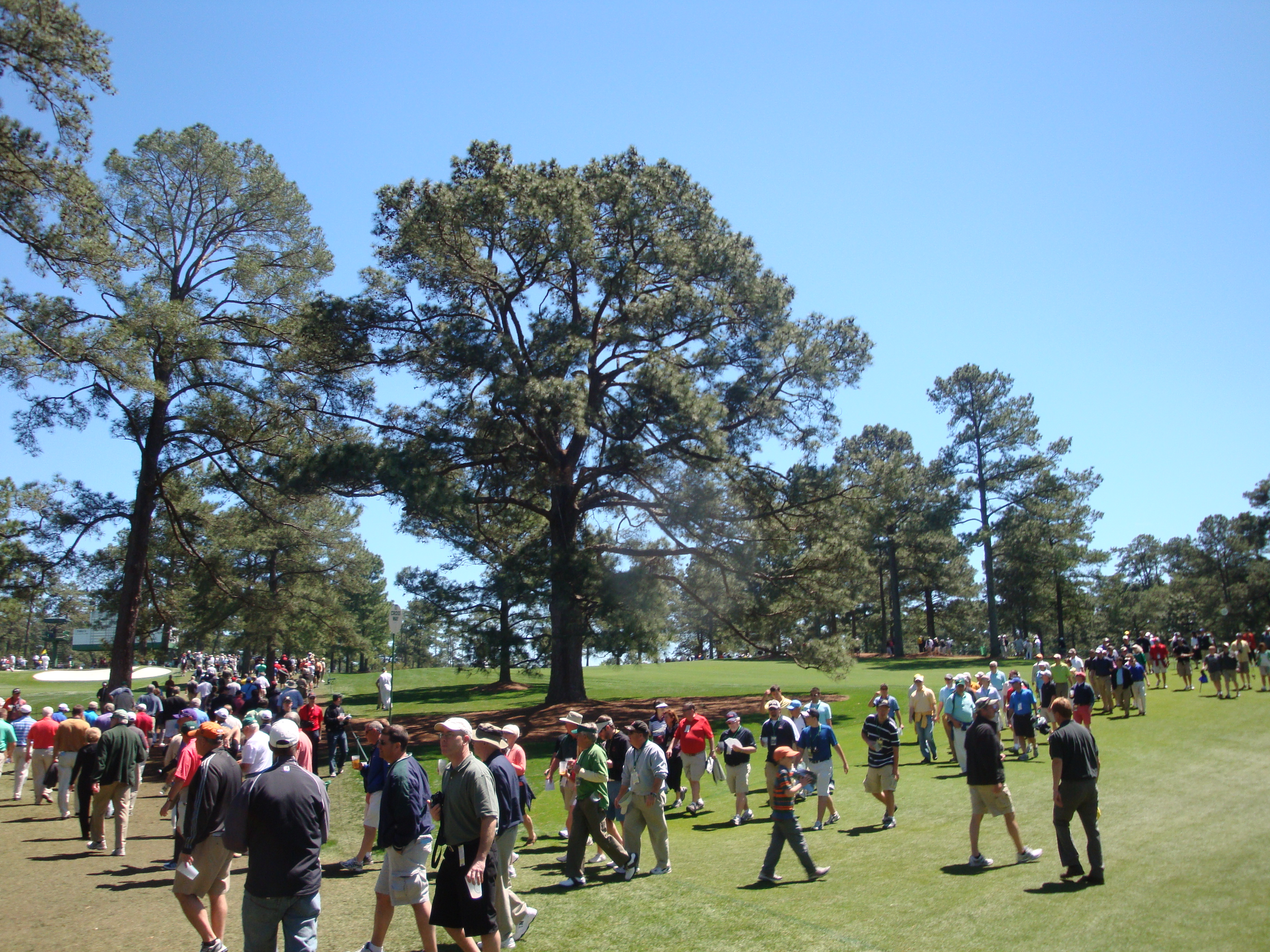
L'albero di Eisenhower nel 2011